# Р216 (автодорога)
Р216 — федеральная автомобильная дорога, соединяющая Ставрополь, Элисту и Астрахань.
В соответствии с Перечнем автомобильных дорог общего пользования федерального значения, утвержденным Постановлением Правительства РФ от 17.11.2010 г. № 928, номер А154, ранее относившийся к дороге Ставрополь — Астрахань, в настоящий момент закреплён за автодорогой Урвань — Верхняя Балкария — Уштулу, использование старых учётных номеров допускалось до 31 декабря 2017 года.
Обслуживанием автодороги на участке Астрахань — Элиста занимается ФКУ «Севкавуправтодор».
Для сохранности автомобильной магистрали на летний период вводится ограничение движения большегрузного транспорта по этой дороге, которое будет действовать при температуре окружающего воздуха выше +32 градусов.

## Маршрут

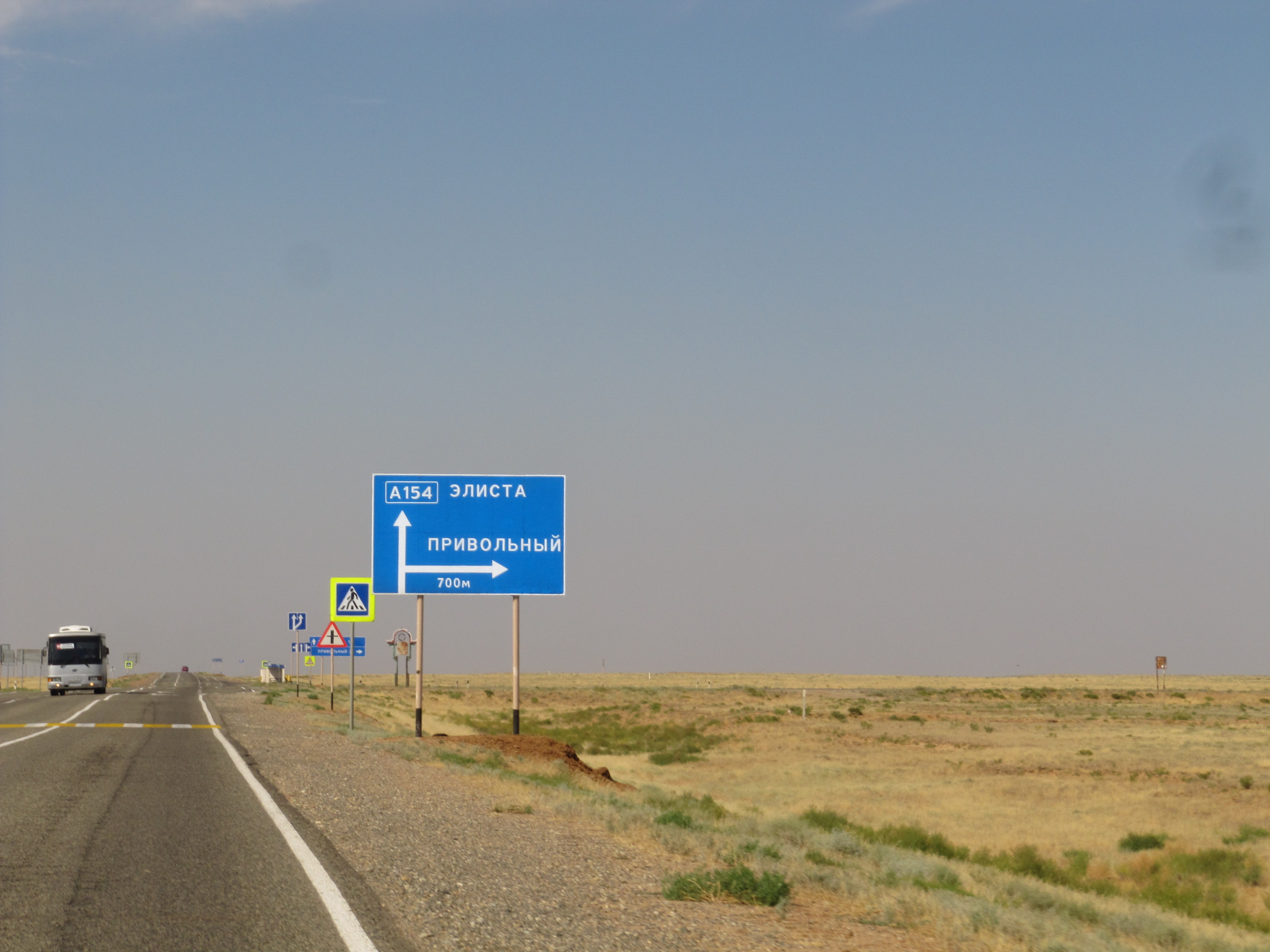
Р216 у посёлка Утта.

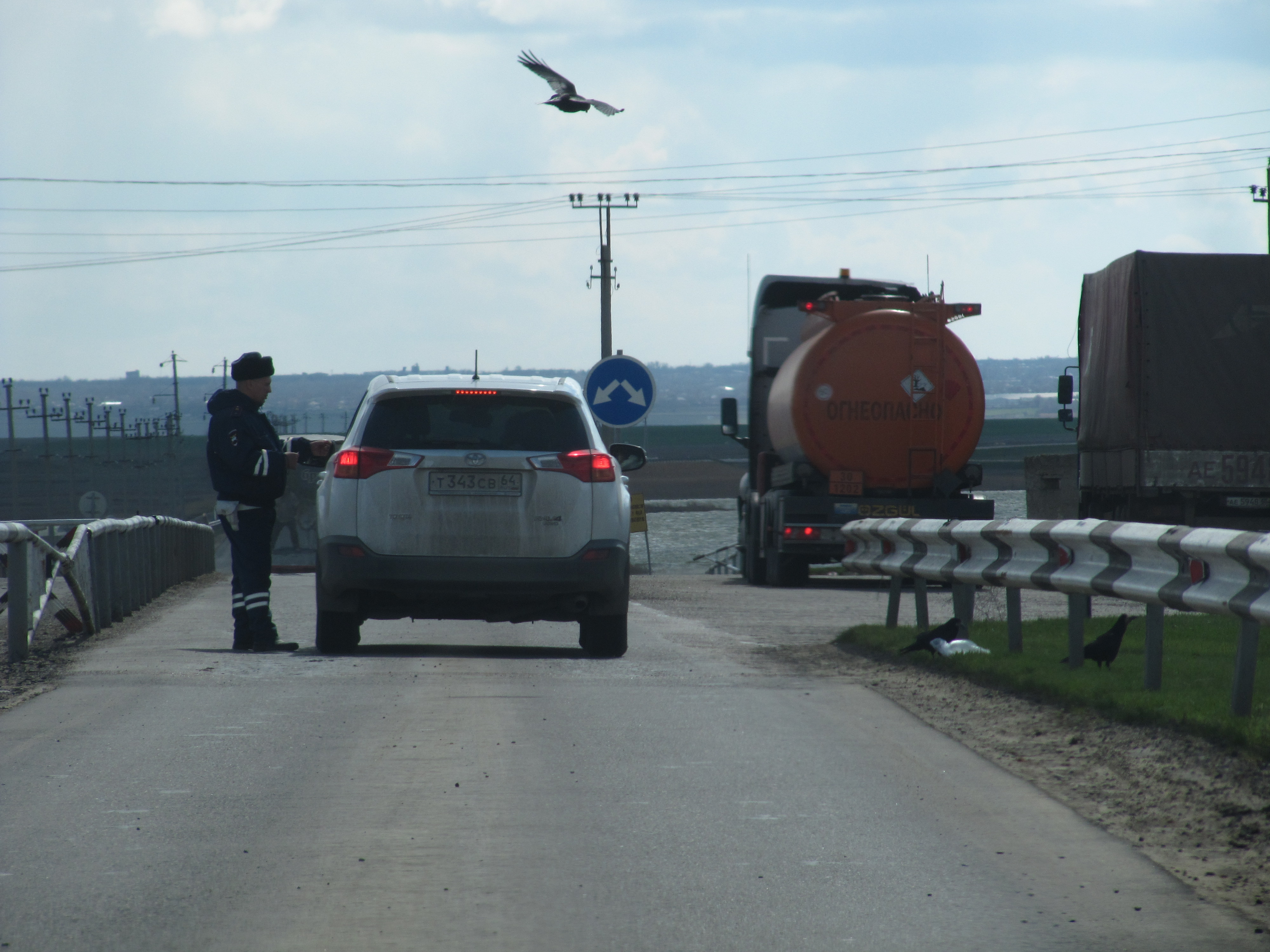
Пост ГИБДД на административной границе Приютненского района Республики Калмыкия и Ставропольского края. Вид со стороны Приютненского района

| Астраханская область |
| Республика Калмыкия  |

| Республика Калмыкия |
| Ставропольский край |

## Достопримечательности
- Мемориальный комплекс воинам 28-й армии (Хулхута, Яшкульский район, Республика Калмыкия) — объект культурного наследия Республики Калмыкия.
- Памятник "Чабан с собакой" (Приютненский район, Республика Калмыкия) — объект культурного наследия Республики Калмыкия. Находится на административной границе между Республикой Калмыкия и Ставропольским краем.